# Наша спадщина (журнал)
«На́ша спа́дщина» — науково-популярний журнал, присвячений проблемам культурної спадщини, історії, охорони пам'яток історії та культури. Видається у Львові.

## Історія
Видання засноване 2014 року. Протягом 2014—2024 років вийшло 39 випусків:
- 2014 — №№ 1, 2;

- 2015 — №№ 1 (3), 2 (4), 3 (5), 4 (6);

- 2016 — №№ 1 (7), 2 (8);

- 2017 — №№ 1 (9), 2 (10), 3 (11), 4 (12);

- 2018 — №№ 1 (13), 2 (14), 3 (15), 4 (16), спецвипуск № 1;

- 2019 — №№ 1 (17), 2 (18), 3 (19), 4 (20);

- 2020 — №№ 1 (21), 2 (22), 3 (23), 4 (24);

- 2021 — №№ 1 (25), 2 (26), 3 (27), 4 (28);

- 2022 — №№ 1 (29), 2 (30), 3 (31), 4 (32);

- 2023 — №№ 1 (33), 2 (34), 3 (35), 4 (36);

- 2024 — №№ 1 (37), 2 (38), 3 (39), 4 (40);

- 2025 — №№ 1 (41), 2 (42).

Наклад окремих випусків сягав тисячі примірників.

## Редакційна колегія
Головним редактором журналу є Андрій Левик. До складу редакційної колегії в різні роки входили: Микола Бевз, Микола Гайда, Андрій Гречило, Орест Малець, Надія Мориквас, Андрій Салюк, Іван Сварник, Ігор Тимець та інші.

## Зміст видання
Оскільки первісно журнал був присвячений розгляду проблем історичної спадщини на території Львівщини, тому в кожному випуску більшість матеріалів стосувалася або окремого адміністративного району, або окремого населеного пункту Львівської області.
У кожному номері журналу статті подаються в окремих тематичних блоках, які стосуються історичної урбаністики, музейної практики, археології, геральдики, краєзнавства, окремих постатей. Також публікуються рецензії на нові видання, хроніка, повідомлення про українські пам'ятки за кордоном.